# Tim Vincken
Tim Joost Christiaan Vincken (* 12. září 1986, Berkel en Rodenrijs, Jižní Holandsko, Nizozemsko) je nizozemský fotbalový záložník hrající v současné době za španělský klub Atlético Baleares.

## Klubová kariéra
Tim Vincken začal s fotbalem v amatérském fotbalovém mužstvu TOGB ze svého rodného města Berkel en Rodenrijs v Jižním Holandsku, poté podepsal kontrakt s Feyenoordem.

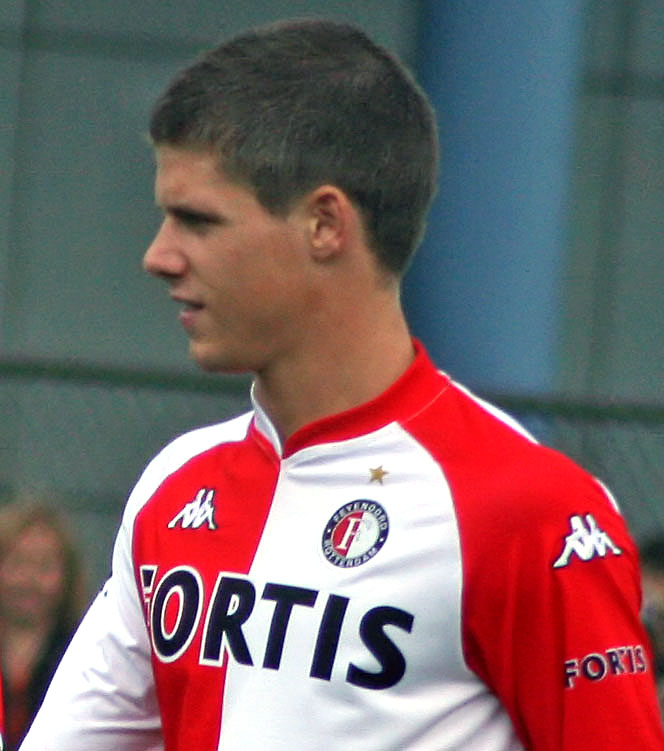
Tim Vincken v dresu Feyenoordu.

### Feyenoord
Za Feyenoord debutoval v A-mužstvu v sezóně 2004/05 8. května 2005 v utkání proti domácímu NEC Nijmegenu (NEC zvítězil 2:0). Poté ještě stihl odehrát do konce sezóny 2 zápasy v prvním týmu.
3 utkání v Eredivisie přidal i v následující sezóně 2005/06, vždy jako střídající hráč.
První (a jediný) gól za Feyenoord vstřelil 23. prosince 2006 (sezóna 2006/07) v zápase proti hostující Spartě Rotterdam, v 75. minutě vsítil rozhodující gól na 3:2, tímto výsledkem utkání skončilo.

### SBV Excelsior
V roce 2009 následoval přesun do klubu SBV Excelsior, jenž úzce spolupracuje s Feyenoordem. První sezónu v dresu Excelsioru strávil Vincken v druholigové soutěži Eerste Divisie, poté s klubem postoupil do nejvyšší soutěže Eredivisie, kde odehrál za klub další dvě sezóny 2010/11 a 2011/12.

### De Graafschap
3. června 2012 podepsal Vincken dvouletý kontrakt s klubem De Graafschap. V létě 2014 mu kontrakt vypršel a Vincken se stal volným hráčem.

### Atlético Baleáres
Další angažmá si sehnal až v prosinci 2014, kdy se dohodl na smlouvě se španělským klubem Atlético Baleares.

## Reprezentační kariéra
Hrál na domácím Mistrovství světa hráčů do 20 let 2005 v Nizozemsku, kde jeho tým vypadl ve čtvrtfinále proti Nigérii v penaltovém rozstřelu. 